# Свети Димитър (Костурени)
Вижте пояснителната страница за други значения на Свети Димитър.
„Свети Димитър“ (на гръцки: Ναός Αγίου Δημητρίου) е възрожденска православна църква в мъгленското село Костурени (Ксифяни), Гърция, част от Воденската, Пелска и Мъгленска епархия на Цариградската патриаршия.
Църквата започва да се изгражда на върха на едноименния хълм западно от селото през септември 1857 година, след издаването на Хатихумаюна, обещаващ пълна религиозна свобода на християнските поданици на империята, и е завършена в 1858 година при управлението на митрополит Мелетий Мъгленски. Представлява трикорабна базилика с нартекс, женска църква и с трем от южната страна. Покривът е двускатен, покрит с каменни плочи.
Във вътрешността има резбован иконостас с флорални мотиви, многоъгълен резбован амвон. Женската църква на западната страна има красив дървен парапет и решетка. В протезиса е изписан Христос, в апсидата Света Богородица Ширшая небес и поредица от светци. Забележителни са и преносимите икони на Света Неделя (1870) и Свети Николай (1860). Средният кораб е покрит с полуцилиндричен свод, страничните са с равни дървени тавани.
Камбанарията е самостоятелна посторойка на югоизток от храма и е изградена според надписа в 1919 година.
По време на Първата световна война през 1916-1917 година църквата на хълма служи като наблюдателница на сръбската артилерия.
Надписът над входа гласи:
| „ | Ο Ιερός ούτος ναός εθεμελιώθη τη 15η Σεπτεμβρίου 1857 και ενε(καινί)σθη το 1858 υπό των Αρχιεπισκόπων Νεο(φύ)του και Μελετίου. Τη συνδρομή των ορθοδόξων ελληνικών κοινοτήτων Κουστούργιαννης και των λοιπών Καραντζόβας. На този свещен храм се положиха основите на 15 септември 1857 г. и се освети в 1858 г. от архиепископите Неофит и Мелетий. С помощта на православната гръцка община в Кустуряни и на останалата Караджова. | “ |